# Céline Seigneur
Céline Seigneur (ur. 7 maja 1975) – francuska florecistka, brązowa medalistka mistrzostw świata.
Podczas mistrzostw świata w Lipsku w 2005 roku Francuzki w składzie: Astrid Guyart, Corinne Maîtrejean, Céline Seigneur i Adeline Wuillème zdobyły drużynowo brązowy medal. Była też między innymi szósta w zawodach drużynowych na mistrzostwach świata w Turynie w 2006 roku.
Nigdy nie wzięła udziału w igrzyskach olimpijskich.